# Gonyleptes pseudogranulatus
Gonyleptes pseudogranulatus is een hooiwagen uit de familie Gonyleptidae.